# 아스널 십

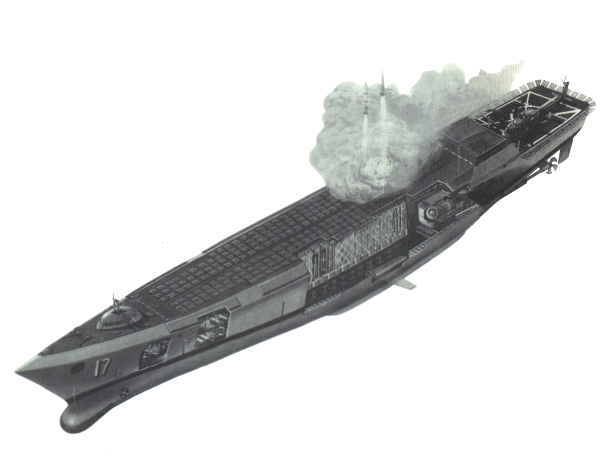
1995년 미국 해군이 구상한 아스널 십. 배의 대부분이 VLS 미사일 발사관이다.

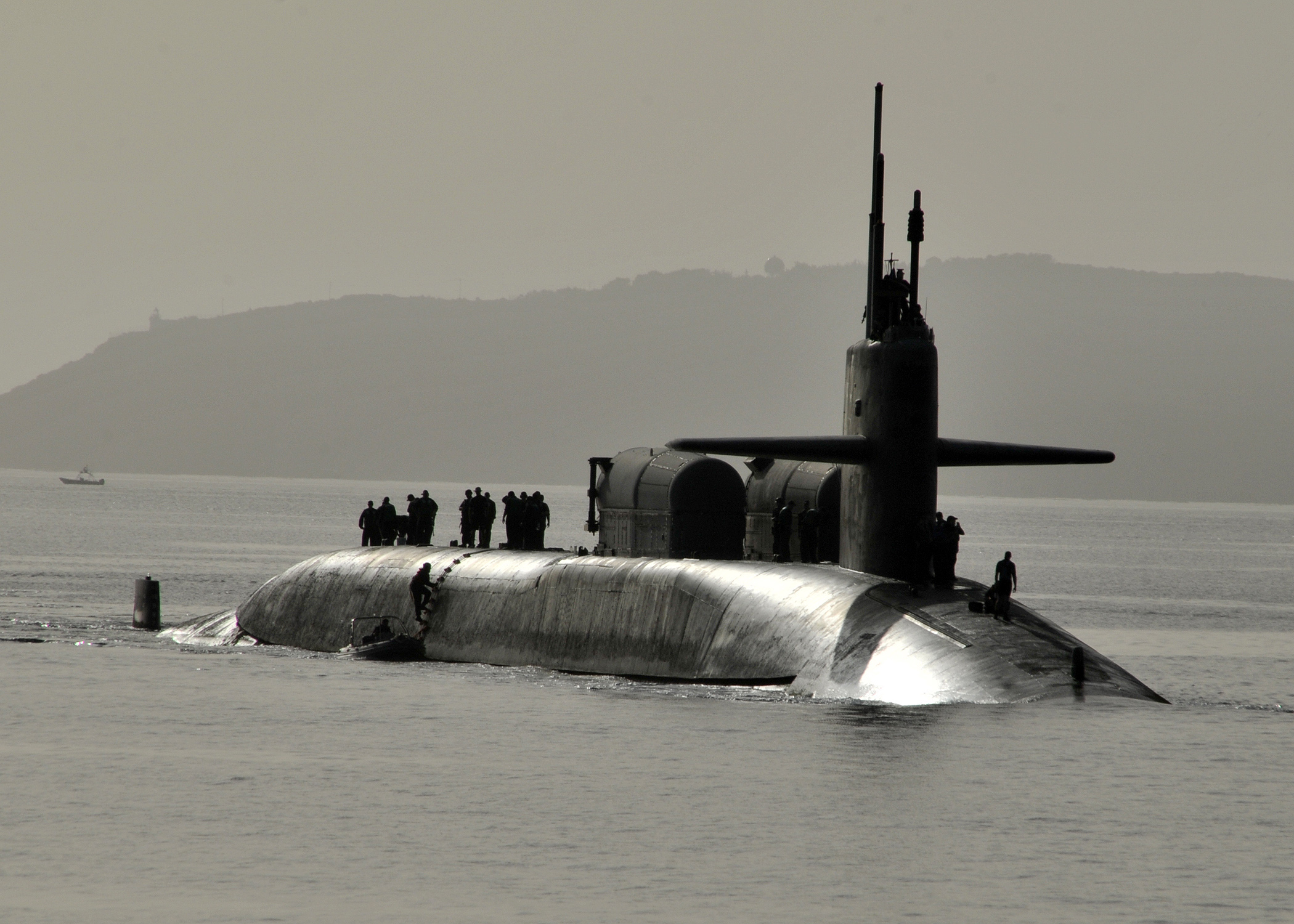
SSBN-728에서 SSGN-728로 개조된 오하이오급 USS 플로리다 (SSGN-728)

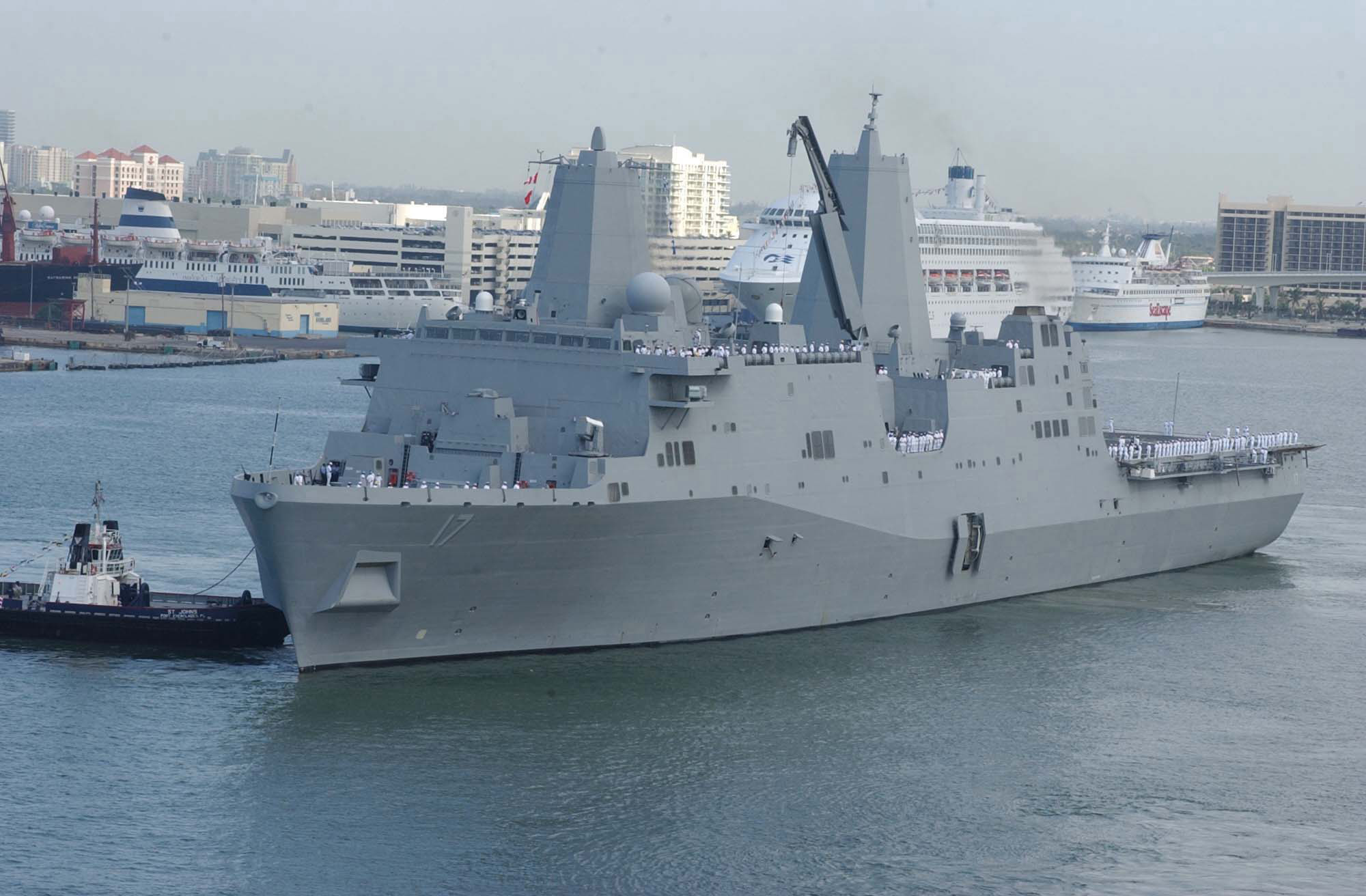
배수량 25000톤급 USS 샌 안토니오 (LPD-17)

아스널 십(영어: arsenal ship)은 미국 해군이 고려했던 군함이다. 한국 언론에서는 합동화력함이라고 부른다. 아스널은 무기고를 의미한다. 한국의 국방부(포방부)는 구축함이나 호위함과 함께 운용하고 가히 상상을 초월할 수직발사관을 탑재 하였으며 굉장히 강력한 군함이 될 것이다.

## 역사
1996년 미국 해군이 제안했다. 미국 의회는 개발예산을 승인하지 않았다. 그러나 DARPA는 일부 예산을 무기회사에 지원해 시제기를 개발하도록 했다. 몇몇 개념도가 만들어졌다.
아스널 십은 소수의 승무원과 VLS 500개를 탑재한 통합화력함이다. 상륙작전을 하는 해병대를 지원해 해안가를 폭격하는 것이 목적이다. 미국 해군은 척당 4억 5천만 달러(5500억원)라고 추산했는데, 미국 의회는 1998년에 이 계획을 취소했다.
대신, 미국 해군은 SSBN 오하이오급 잠수함에서 SLBM을 제거하고 토마호크 미사일 154발을 탑재한 SSGN으로 개조했다. 24척의 오하이오급 중에서 4척이 개조되었다.
2013년 잉걸스 조선소는 샌 안토니오급 수송함인 LPD-17을 개조하여 VLS 288개를 장착하려고 하였다.
중국 해군이 보하이 만의 조선소에서 아스널 십 건조를 연구하기 시작했다.
한국 해군이 배수량 6천톤의 한국형 아스널 십 3척 건조를 추진중이다. 미사일 100여발이 탑재될 것이다. 2030년 실전배치될 계획이다. 미국 해군이 당초 계획한 게 5500억원짜리 군함이었고, 4500톤급이라는 충무공이순신급 구축함이 3800억원이니까, 아마도 한국 해군이 건조하려는 6천톤급의 아스널 십은 당초 미국 해군이 디자인한 것과 거의 동일한 크기가 아닌가 추측된다.